# Gardnerville Ranchos
Gardnerville Ranchos és una concentració de població designada pel cens dels Estats Units a l'estat de Nevada. Segons el cens del 2000 tenia 11.054 habitants.

## Demografia
Segons el cens del 2000, Gardnerville Ranchos tenia 11.054 habitants, 4.003 habitatges, i 3.147 famílies La densitat de població era de 289,58 habitants per km².
Dels 4.003 habitatges en un 40,8% hi vivien nens de menys de 18 anys, en un 62,8% hi vivien parelles casades, en un 11,0% dones solteres, i en un 21,4% no eren unitats familiars. En el 15,9% dels habitatges hi vivien persones soles el 4,9% de les quals corresponia a persones de 65 anys o més que vivien soles. El nombre mitjà de persones vivint en cada habitatge era de 2,75 i el nombre mitjà de persones que vivien en cada família era de 3,06.
Per edats la població es repartia de la següent manera: un 29,6% tenia menys de 18 anys, un 6,1% entre 18 i 24, un 29,0% entre 25 i 44, un 23,4% de 45 a 64 i un 11,9% 65 anys o més.
L'edat mediana era de 37,2 anys. Per cada 100 dones hi havia 99,82 homes. Per cada 100 dones de 18 o més anys hi havia 96,77 homes.
La renda mediana per habitatge era de 48.795 $ i la renda mediana per família de 51.546 $. Els homes tenien una renda mediana de 37.292 $ mentre que les dones 26.875 $. La renda per capita de la població era de 20.856 $. Aproximadament el 6,4% de les famílies i el 7,2% de la població estaven per davall del llindar de pobresa.

## Poblacions més properes
El següent diagrama mostra les poblacions més properes.